# Igeltjärnen (Norbergs socken, Västmanland, 667326-151084)
Igeltjärnen är en sjö i Norbergs kommun i Västmanland och ingår i Dalälvens huvudavrinningsområde.